# Forêt Larose
Pour les articles homonymes, voir Larose.

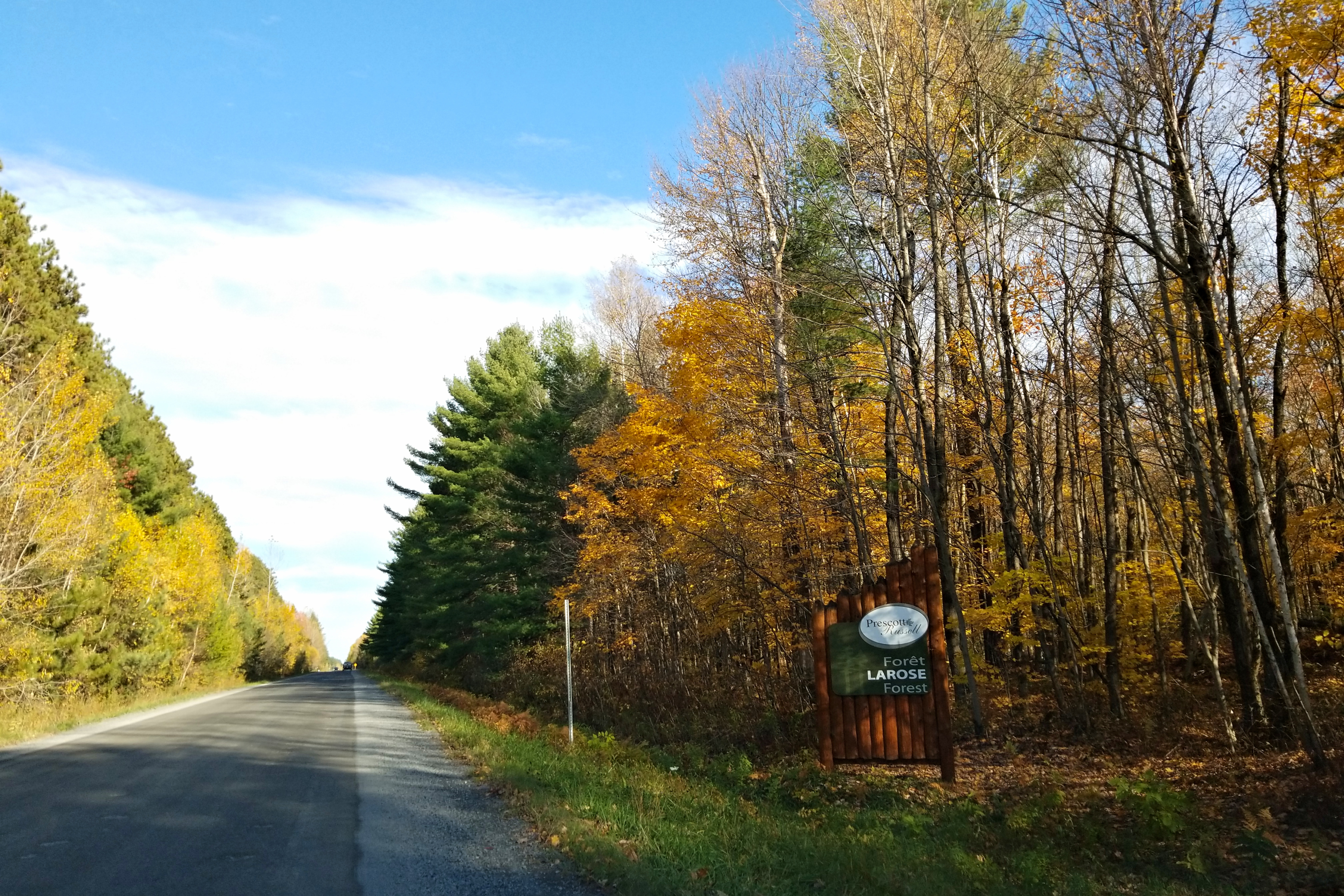
Forêt Larose

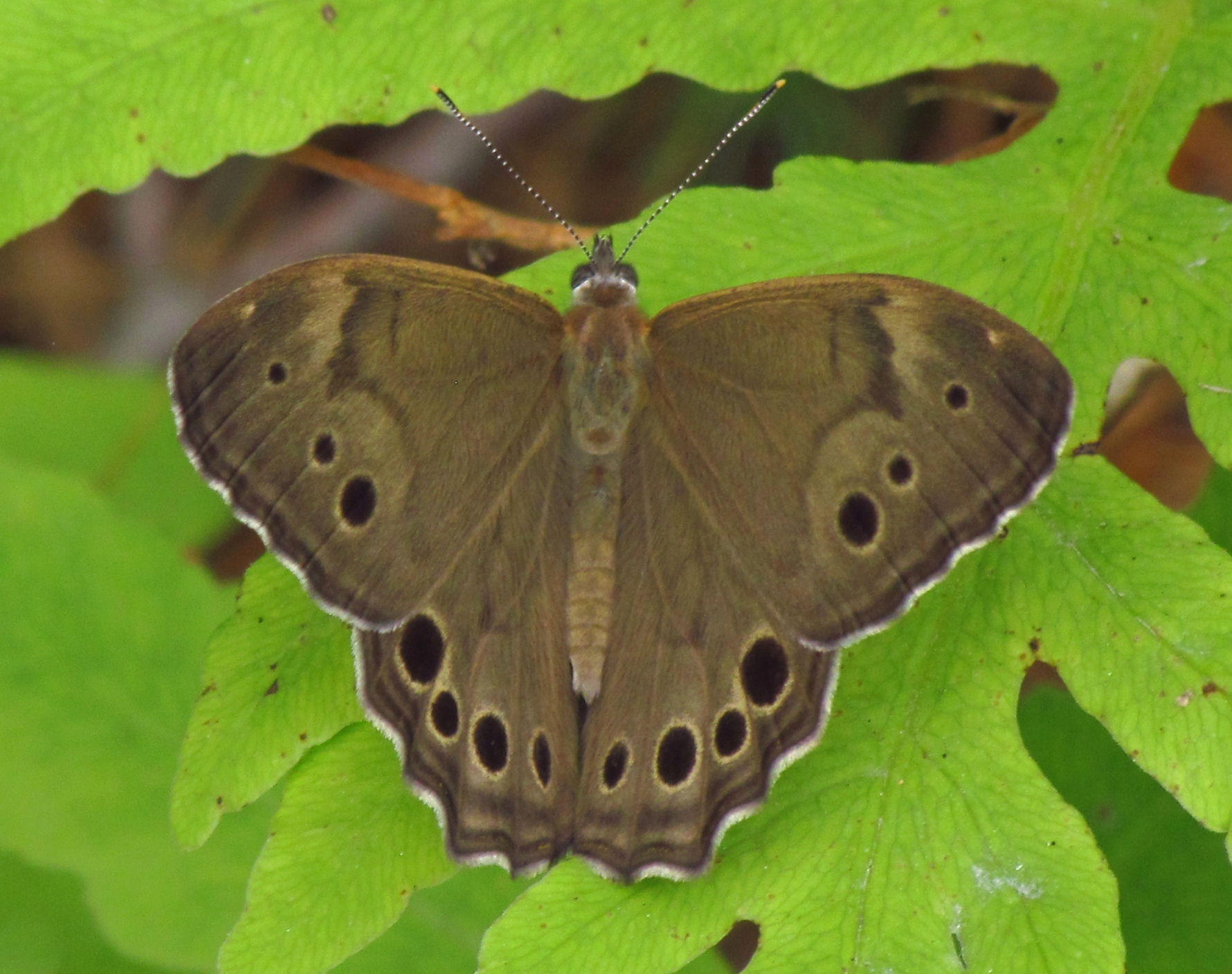
Un Satyre perlé (Enodia anthedon) dans la Forêt Larose.

La forêt Larose est une forêt domaniale située sur les territoires de Clarence-Rockland, de La Nation, de Alfred et Plantagenet et de Russell en Ontario (Canada).
Forêt plantée progressivement depuis les années 1920, elle fut gérée par le ministère des Richesses naturelles (Ontario) jusqu'en 1996, et ensuite prise en charge en 2000 par les comtés unis de Prescott et Russell, qui en sont propriétaires depuis 1928.

## Histoire
L'agronome Ferdinand Larose est embauché par le ministère de l’Agriculture de l’Ontario peu après l'obtention de son diplôme délivré par l'Institut agricole d’Oka en 1918. Il est affecté aux comtés unis de Prescott et Russell dans le but de dresser un inventaire des terres agricoles. Il constate qu'au sud de Bourget, les agriculteurs abandonnent leurs terres sablonneuses et peu productives, créant de ce fait le « désert de Bourget », qui menace de s'étendre. Il suggère alors à ses supérieurs de reboiser le site pour éviter l'érosion.
Pour avoir droit à l'aide dans le cadre de l'Agreement Forest Program, la région doit posséder le terrain ; ainsi, sous l'insistance de Larose, les comtés unis de Prescott et Russell achètent en 1928 une première portion de terrain à reboiser, et, la même année, les autorités régionales et provinciales s'entendent pour planter 6000 pins. C'est le gouvernement de l'Ontario qui gère ensuite la forêt, qui sera agrandie et deviendra la plus grande forêt en possession des comtés unis. Selon les époques, la forêt sera gérée comme réserve faunique, lieu de loisirs et comme forêt de recherche,,,,. 
En 2000, le gouvernement cède la gestion de la forêt aux comtés unis de Prescott et Russell. De cette gestion par les comtés réunis ont résulté, dans les années 2000-2010  quelques projets d'envergure. Apparemment de trop d'envergure : le projet du centre éducatif « ÉcoLarose » est arrêté en cours de réalisation et  le projet de valorisation du milieu, initialement projet Francoscénie, a été transformé en projet théâtral plus modeste (le spectacle l’Écho d’un peuple).
Aujourd'hui cette forêt de 10 700 hectares qui était à l'origine une plantation de conifères par l'homme, est désormais une forêt mixte et mature avec une diversité d'arbres (y compris des érables) et de fleurs sauvages, plusieurs espèces d'oiseaux, d'insectes et autres animaux comme les orignaux.